# Laksar
Laksar là một thị xã và là một nagar panchayat của quận Hardwar thuộc bang Uttaranchal, Ấn Độ.

## Nhân khẩu
Theo điều tra dân số năm 2001 của Ấn Độ, Laksar có dân số 18.240 người. Phái nam chiếm 54% tổng số dân và phái nữ chiếm 46%. Laksar có tỷ lệ 68% biết đọc biết viết, cao hơn tỷ lệ trung bình toàn quốc là 59,5%: tỷ lệ cho phái nam là 75%, và tỷ lệ cho phái nữ là 59%. Tại Laksar, 15% dân số nhỏ hơn 6 tuổi.